# 高洲乡
高洲乡，是中华人民共和国江西省萍乡市莲花县下辖的一个乡镇级行政单位。

## 行政区划
高洲乡下辖以下地区：
高洲村、上塘村、小背村、下湾村、黄天村、江畔村、苍下村、严家村、朱家村、黄沙村、赤洧村和高滩村。